# Bnej Israel

Dwóch nauczycieli ze społeczności Bnej Israel, należących do Free Church of Scotland's Mission School i Jewish English School. Bombaj, Indie Brytyjskie, 1856 rok.

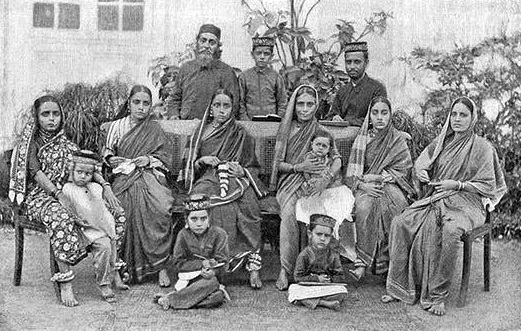
Rodzina Bnej Israel. Bombaj, końcówka XIX w. lub początek XX w.

Bnej Israel (hebr. ‏בני ישראל‎, „Synowie Izraela”) – określenie Żydów, ponadto grupa uważających się za Hebrajczyków mieszkańców okolicy Bombaju (Mumbaju) w Indiach. Posługują się językiem miejscowej ludności – marathi.
Nie używają oni określenia Żydzi (Jehudim) jako oznaczającego mieszkańców królestwa Judei, a według własnego mniemania są potomkami jednego z dziesięciu zaginionych plemion izraelskich, które odłączyły się pod wodzą Jeroboama od Judy i założyły królestwo Izrael, a potem zostały uprowadzone w niewolę przez Asyryjczyków. Inna legenda wyjaśnia, że przodkowie Bnej Israel są potomkami 7 żydowskich par ocalałych z katastrofy statku u wybrzeży Indii. Miało się to stać w II w. p.n.e. Istnieje również podejrzenie, że mogą pochodzić od grupy żydów z Koczinu (żydów malabarskich) na południowo-zachodnim wybrzeżu Indii.
Hindusi nazywają ich „sobotnimi olejarzami”, gdyż zajmowali się tłoczeniem oliwy. Sobotnimi – od szabatu, którego przestrzegają. Bnej Israel zachowali również wiedzę o innych przepisach, m.in. dotyczących koszerności i obrzezania. Ich znajomość modlitwy szma i powtarzanie jej przy każdej okazji zwróciły podobno w XVII wieku uwagę przebywającego w Bombaju żyda, który rozpoznał w nich wyznawców judaizmu i skontaktował z innymi środowiskami żydowskimi.

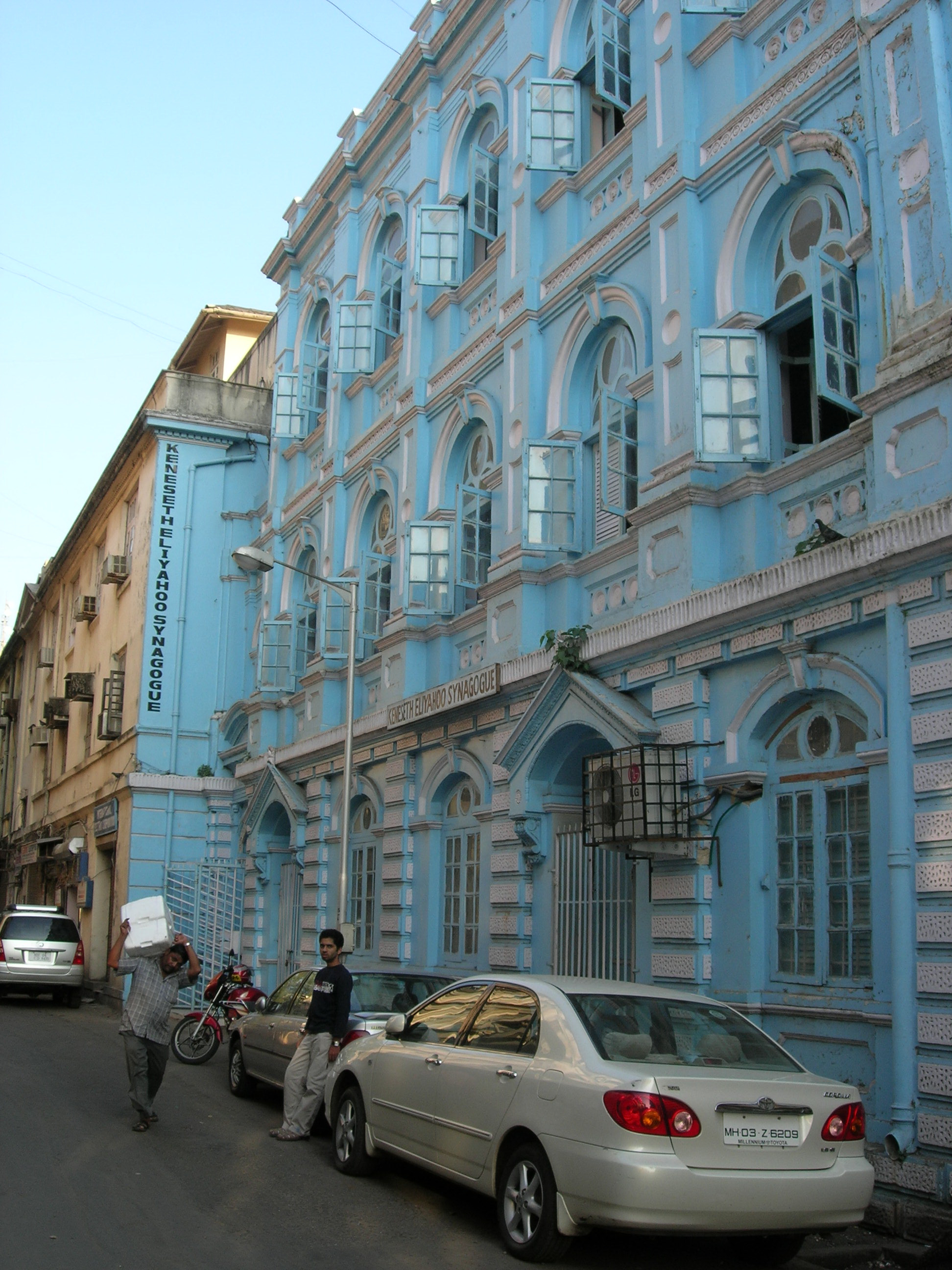
Synagoga Knesset Eliyahu w Bombaju

W 1796 roku powstała w Bombaju pierwsza synagoga zbudowana przez Bnej Israel. Nie znając dokładnie obrzędów, korzystali wówczas z pomocy rabinów z kolonii handlowej żydów bagdadzkich. Dalsze postępy w odrodzeniu religijnym Bnej Israel dokonały się w pierwszej połowie XIX wieku za sprawą żydów z Koczinu. Podobno aby uzyskać pewność, kogo można zaliczyć do utrzymującej odrębność grupy, dawali kobietom różne gatunki ryb, a te, które przyrządziły posiłek wyłącznie z koszernych, potwierdzały w ten sposób żydowskie pochodzenie rodziny. Następnie nastąpiła nauka Bnej Israel innych, zapomnianych przez nich, a obowiązujących wyznawców judaizmu obrządków, rytuałów i przepisów, w wersji i formach żydów z Koczinu, odbiegających od judaizmu ortodoksyjnego i przez niego nie uznawanych.
Bnej Israel dzielą się na dwie żyjące razem, ale o różnych prawach grupy – „białych” i „czarnych”. Warstwa wyższa, „biali”, ma pochodzić bezpośrednio od pierwotnych osadników, „czarni” to mieszańcy z tubylcami. Istniejący podział musiał nastąpić dość dawno, może w czasach nauk żydów z Koczinu, którzy również go przestrzegali, gdyż współcześnie ciemny rodzaj skóry spotyka się w obu grupach. Kiedyś „biali” nie zawierali małżeństw z „czarnymi” ani nawet z nimi nie jadali. Współcześnie formalnie nie ma takich zakazów, są wspólne synagogi, ale „czarni” są uważani za gorszych Synów Izraela.
Duża część Bnej Israel wyemigrowała do Państwa Izrael.